# NAMIKIBASHI
NAMIKIBASHI（ナミキバシ）は、小林賢太郎（ラーメンズ）と小島淳二（teevee graphics）による映像製作ユニット。
国内外におけるショートフィルムフェスティバルの受賞多数。

第57回ベルリン国際映画祭の短編コンペティション部門に「THE JAPANESE TRADITION 〜日本の形〜   謝罪」が出品された。同部門への日本作品の出品は31年ぶりとなる。

## 作品

### 映画
- 「Jam Films 2　机上の空論」（The Japanese Tradition -Relationships-）

### ショートフィルム
- 「ROOM SERVICE」（出演：山咲千里、小林賢太郎）
  - BS-i BSフジ共同製作番組「68FILMS 侍ショート」にて放映

- 「Quartetto」（出演：小林賢太郎　音楽：徳澤青弦）
  - Nevada City Film Festival（2010年8月21日） にて上映

### DVD
- 「VIDEO VICTIM」（2001年）
  - The Japanese Tradition -DOGEZA- 土下座（出演：片桐仁、小林賢太郎）
  - 心理ゲーム（出演：片桐仁、小林賢太郎）
  - new world calendar（出演：片桐仁）
  - 12sec.（出演：片桐仁、小林賢太郎）
- 「VIDEO VICTIM 2」（2005年）
  - The Japanese Tradition -SUSHI- 鮨（出演：片桐仁、小林賢太郎、森谷ふみ、室岡悟、山田太一）
  - SAKURA WONDERFUL JET（出演：片桐仁、小林賢太郎、森谷ふみ、室岡悟、平田敦子、メリッサ・ベネット、ゲオルグ・エシャート、社会人）
  - BATH JACK（出演：片桐仁　音楽：徳澤青弦）
  - TRASH BOY
  - VOICES（出演：片桐仁、小林賢太郎）ラーメンズ超特別公演「RMS1」にて初出
- 「THE JAPANESE TRADITION 〜日本の形〜」（2007年）

### PV
- Fantastic Plastic Machine 「Tell Me」（出演：森谷ふみ、小林賢太郎）
- 「東京五輪音頭-2020-」（演出）

## 協力
- POTSUNEN（出演：小林賢太郎）
  - 映像協力

## 出品歴及び受賞歴
- 「The Japanese Tradition -DOGEZA- 土下座」
  - onedotzero6 (2002) 出品
  - 21st ASIAN AMERICAN FILM FESTIVAL (2003) 正式招待作品
- 「THE JAPANESE TRADITION　-SUSHI- 鮨」
  - RESFEST JAPAN (2002)　AUDIENCE CHOICE AWARD受賞
  - RESFEST (2002) 出品
  - 21st ASIAN AMERICAN FILM FESTIVAL (2003) 正式招待作品
  - 43rd Cracow Film Festival (2003) 正式招待作品
  - onedotzero7 (2003) 出品
- 「Room Service」
  - onedotzero7 (2003) 正式招待作品
  - RESFEST (2003) 正式招待作品
  - Toronto Japanese Short Film Festival (2005)　The Festival Choice Award受賞
- 「机上の空論 The Japanese Tradition -kosai- 交際」
  - RESFEST (2003) 出品 AUDIENCE CHOICE AWARD受賞
- 「SAKURA WONDERFUL JET」
  - onedotzero7 (2003) 正式招待作品
  - RESFEST JAPAN (2005) 正式招待作品 AUDIENCE CHOICE AWARD受賞
- 「The Japanese Tradition -origami- 折り紙」
  - RESFEST (2006) "RESMIX SHORTS" （日本オリジナルプログラム） AUDIENCE CHOICE AWARD受賞
- 「The Japanese Tradition -shazai- 謝罪」
  - ベルリン国際映画祭 (2007) 短編コンペティション部門　出品